# Santuario Kamigamo

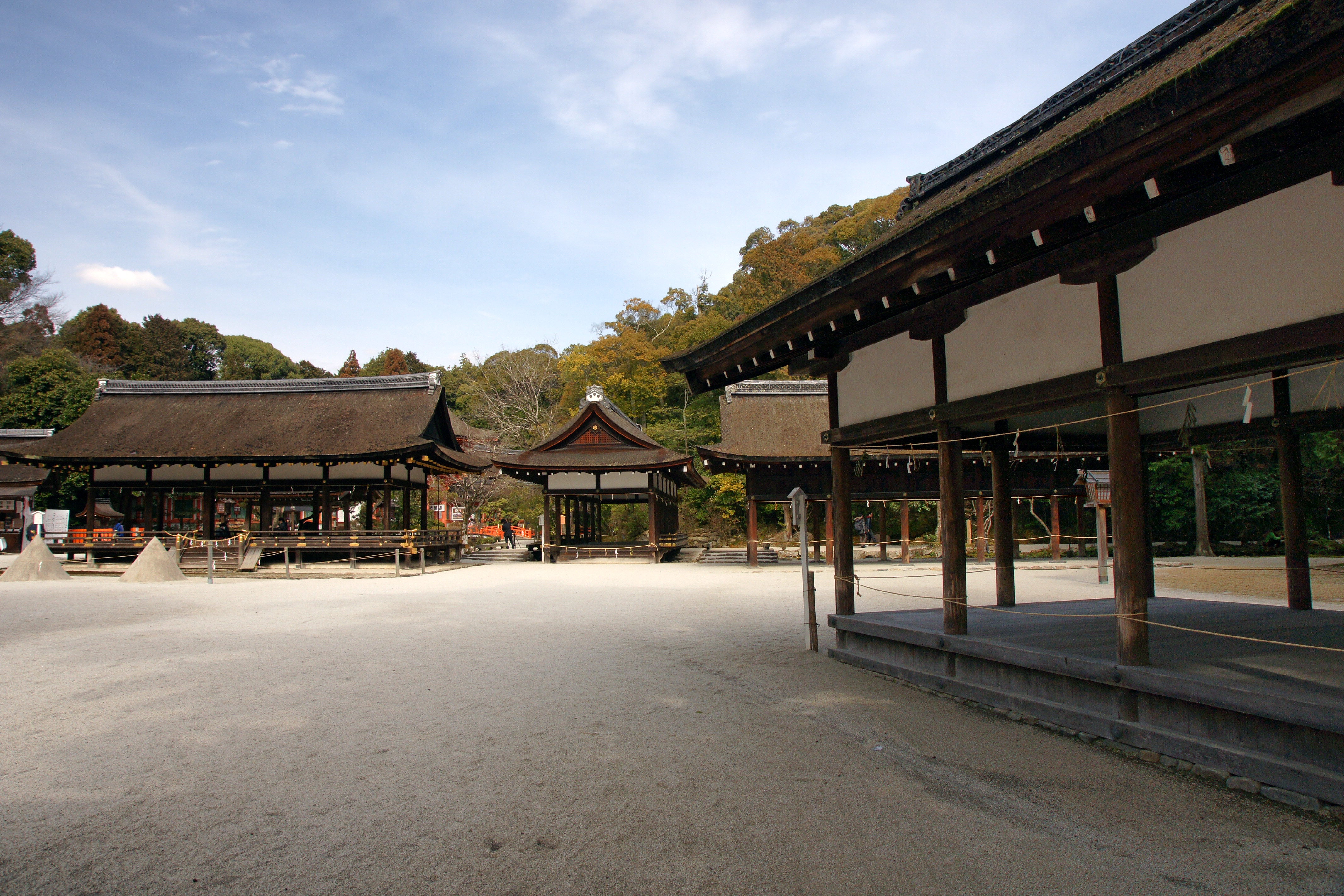
Escena interior dentro del Kamigamo-jinja.

El Santuario Kamigamo (上賀茂神社 Kamigamo Jinja?) es un importante Santuario sintoísta situado cerca de las orillas del Río Kamo (al norte de la ciudad nipona de Kioto) y fue fundado en el 678. Formalmente, es denominado como Santuario Kamo-wakeikazuchi (賀茂別雷神社 Kamo-wakeikazuchi jinja?). El término jinja identifica a la familia kamo de los kami, o las deidades que son veneradas en el sintoísmo. Este término también se refiere al ámbito del bosque cercano al santuario, que son vestigios de la antigua selva de Tadasu no Mori, además de hacer referencia a los habitantes del área cercana, los del Clan Kamo, muchos de los cuales continúan viviendo en las cercanías del Santuario al que sus antecesores históricamente sirvieron.
El Kamigamo constituye uno de los Santuarios sintoístas más antiguos que actualmente existen en Japón, siendo también uno de los diecisiete "Monumentos históricos de la antigua Kioto" que en 1994 fueron designados Patrimonio de la Humanidad por la Unesco. En japonés, el término Kamo-jinja es la referencia general para referirse tanto al Santuario Kamigamo como al Santuario Shimogamo, los dos tradicionalmente relacionados con los Santuarios Kamo de Kioto. Así mismo, el Santuario hace la función protectora de Kioto de las influencias malignas. El santuario Kamigamo está dedicado a la veneración de Kamo Wake-ikazuchi, el kami de los truenos. 

## Historia
El santuario se convirtió en objetivo de patrocinio imperial a principios del Período Heian. Diferentes grabados de la época del Emperador Heizei (806-809) mencionan que el Kamo-mioya jinja se encontraba entre un selecto número de establecimientos a los que se había concedido un sello divino para su uso en los documentos. El sello habría sido consagrado en su propia y única mikoshi (Oshite jinja). Esta concesión de un sello especial y las prácticas asociadas con su uso y conservación se ajustaban a un patrón establecido por el Emperador Konin (770-781) en el 778 (9º año de Era Hōki).
En el 965, el Emperador Murakami ordenó que los mensajeros imperiales fueran enviados a informar de los hechos importantes a los guardianes Kami del Japón, incluido el del Santuario Kamo Wake-ikazuchi. El Santuario Kamigamo, junto con el Santuario Shimogamo, fue designado uno de los dos principales santuarios sintoístas (ichinomiya) de la antigua Provincia de Yamashiro. Después de la Restauración Meiji, entre 1871 y 1946, el Shimogamo fue oficialmente designado como uno de los Kanpei-taisha (官幣大社?), lo que significaba que quedaba bajo apoyo del gobierno nipón.

### Visitas imperiales
- 794: El Emperador Kammu realizó una visita como parte de una gran procesión.[11]
- 942: El Emperador Suzaku visitó el santuario para ofrecer una ofrenda de agradecimiento por la restauración de la paz.[11]
- 979: El Emperador En'yū decidió que cualquier visita imperial Santuario Iwashimizu también debería verse acompañada de otra al Santuario Kamo.[12]
- 1711: El Emperador Nakamikado se refugió en el Hosodono del Santuario cuando el Palacio imperial se hizo prácticamente inhabitable.[13]

## Estructura
Este santuario es especialmente conocido por su Haiden (o Sala de culto), reconstruida entre 1628 y 1629. Algunas de las residencias de los sacerdotes del templo se encuentran en sus alrededores; De todas estas, una (la Casa Nishimura) se encuentra abierta al público.

### Galería

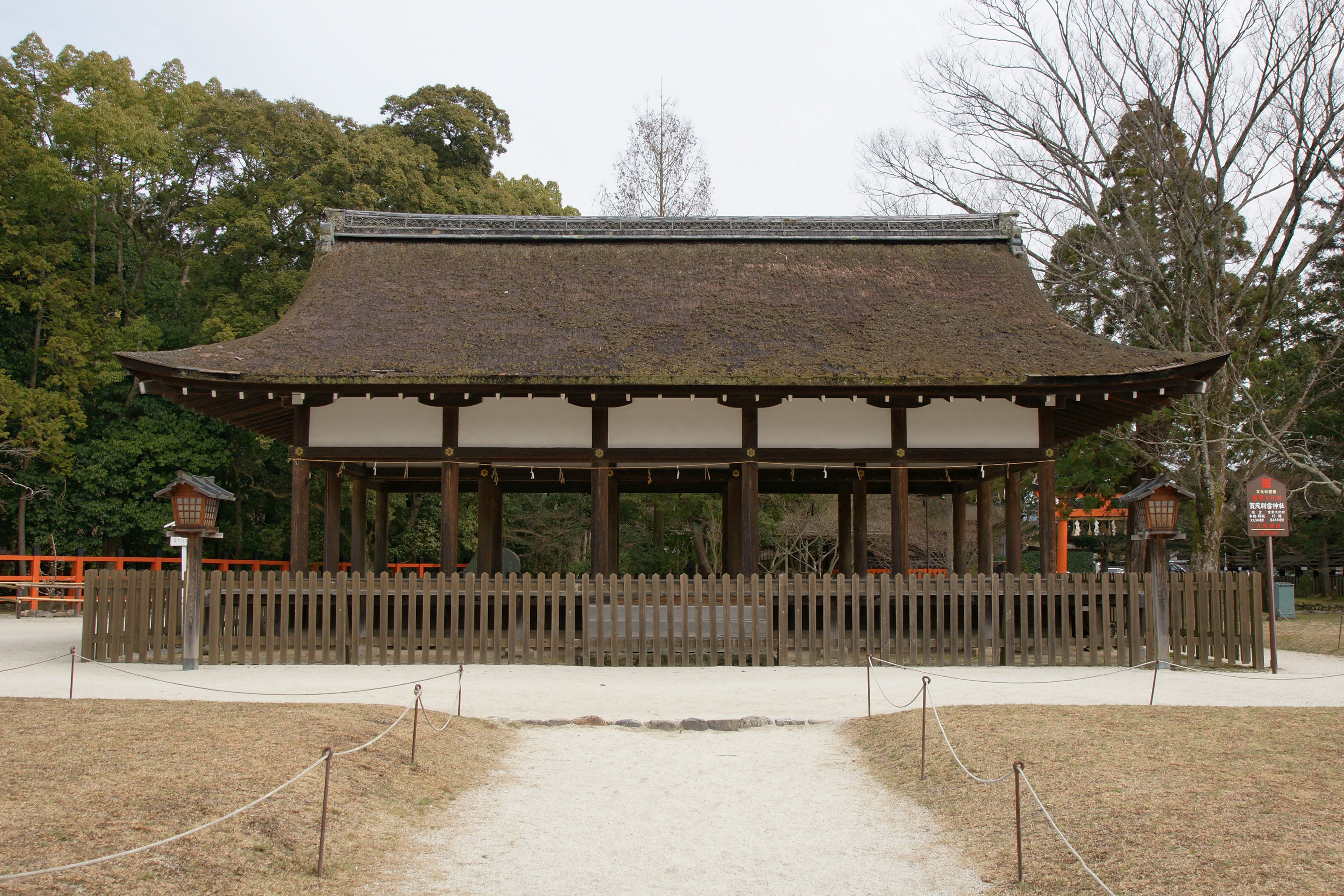
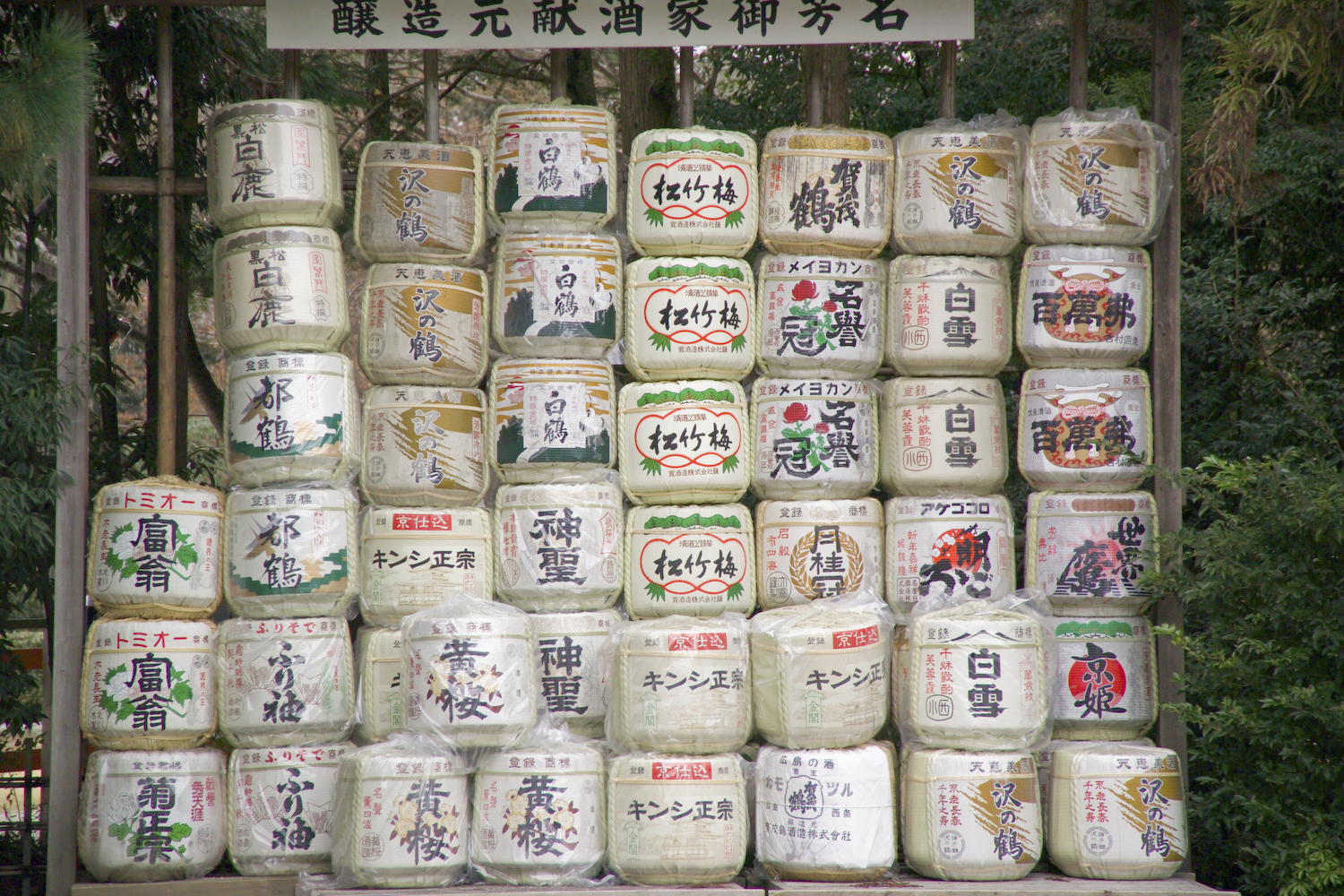
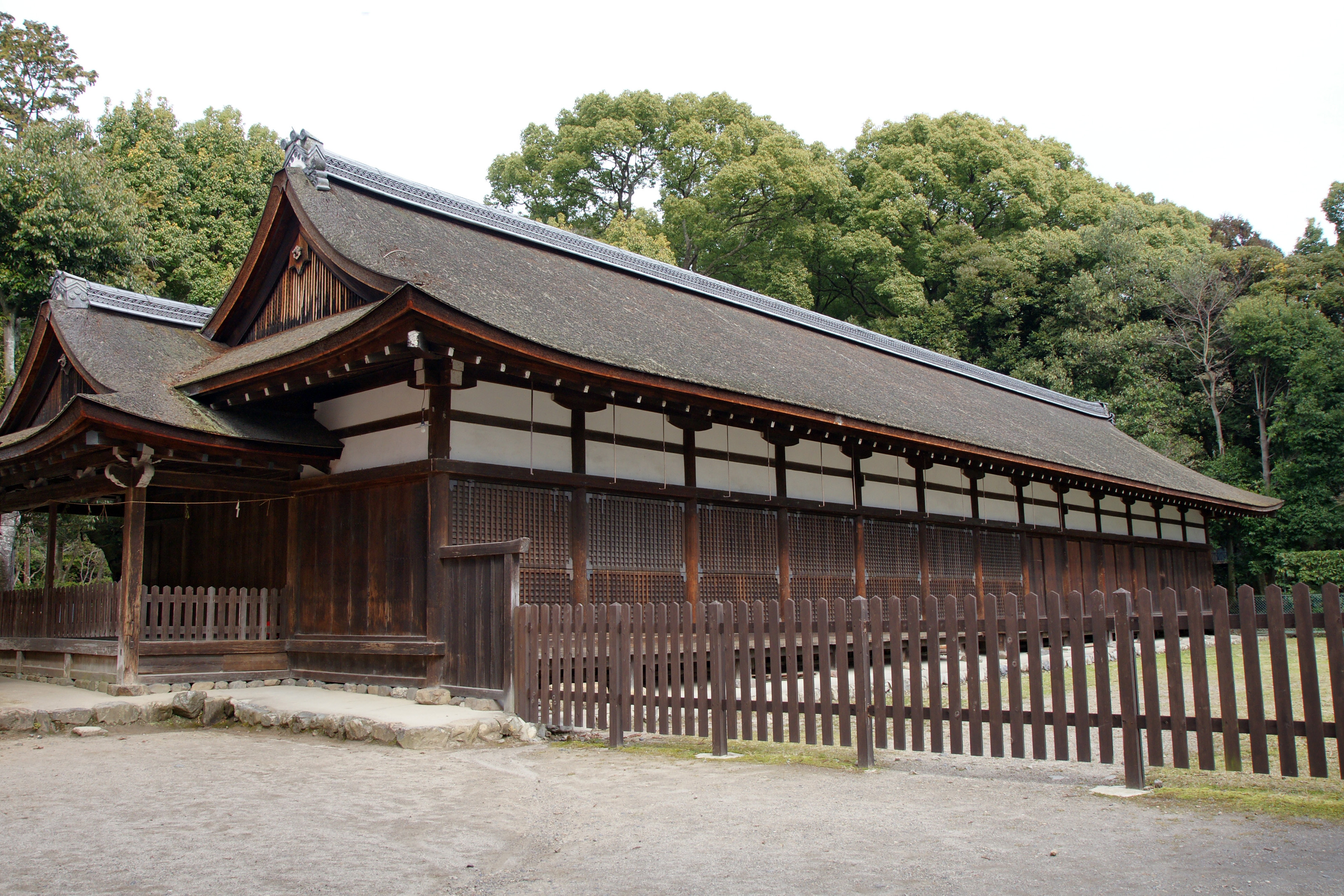
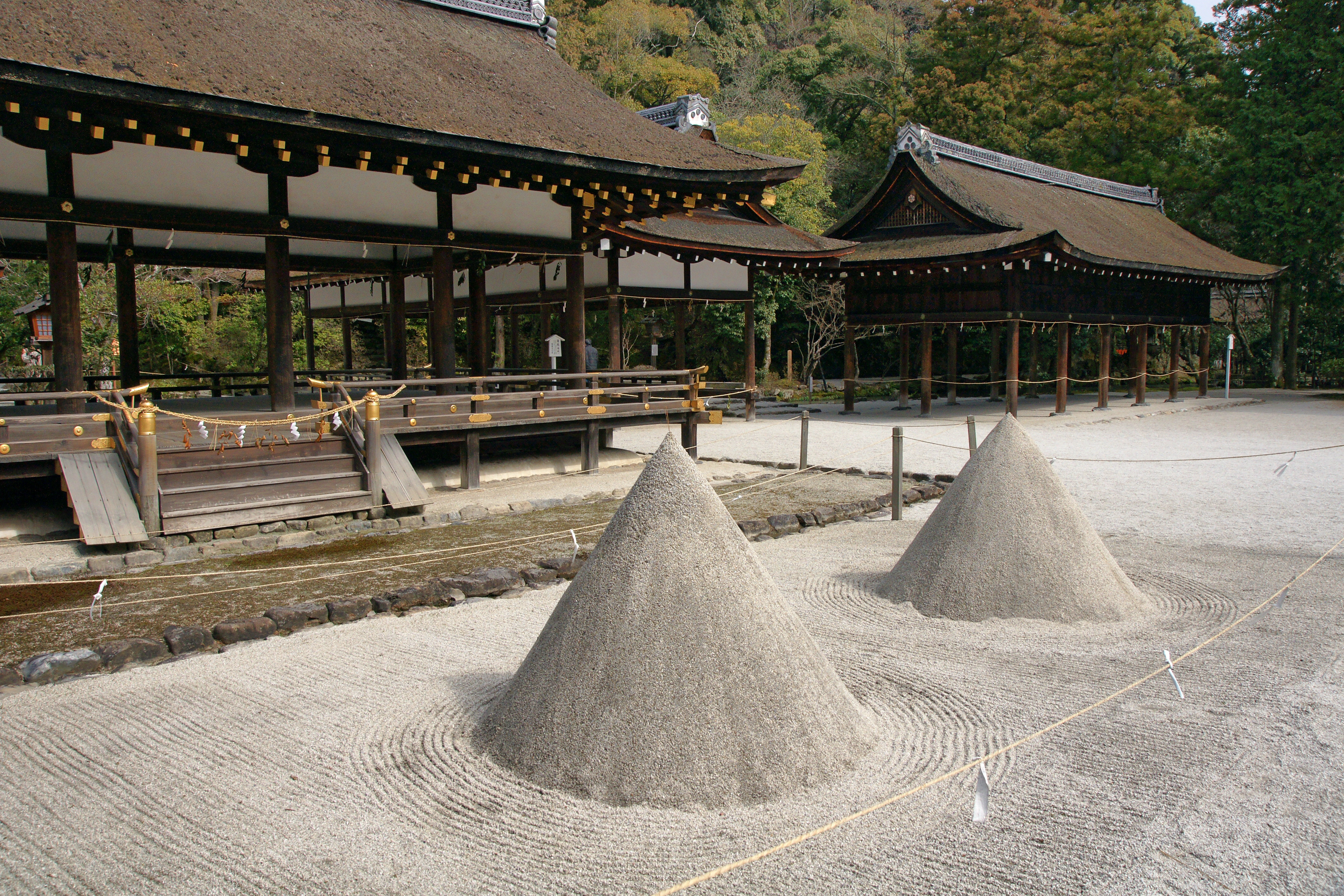
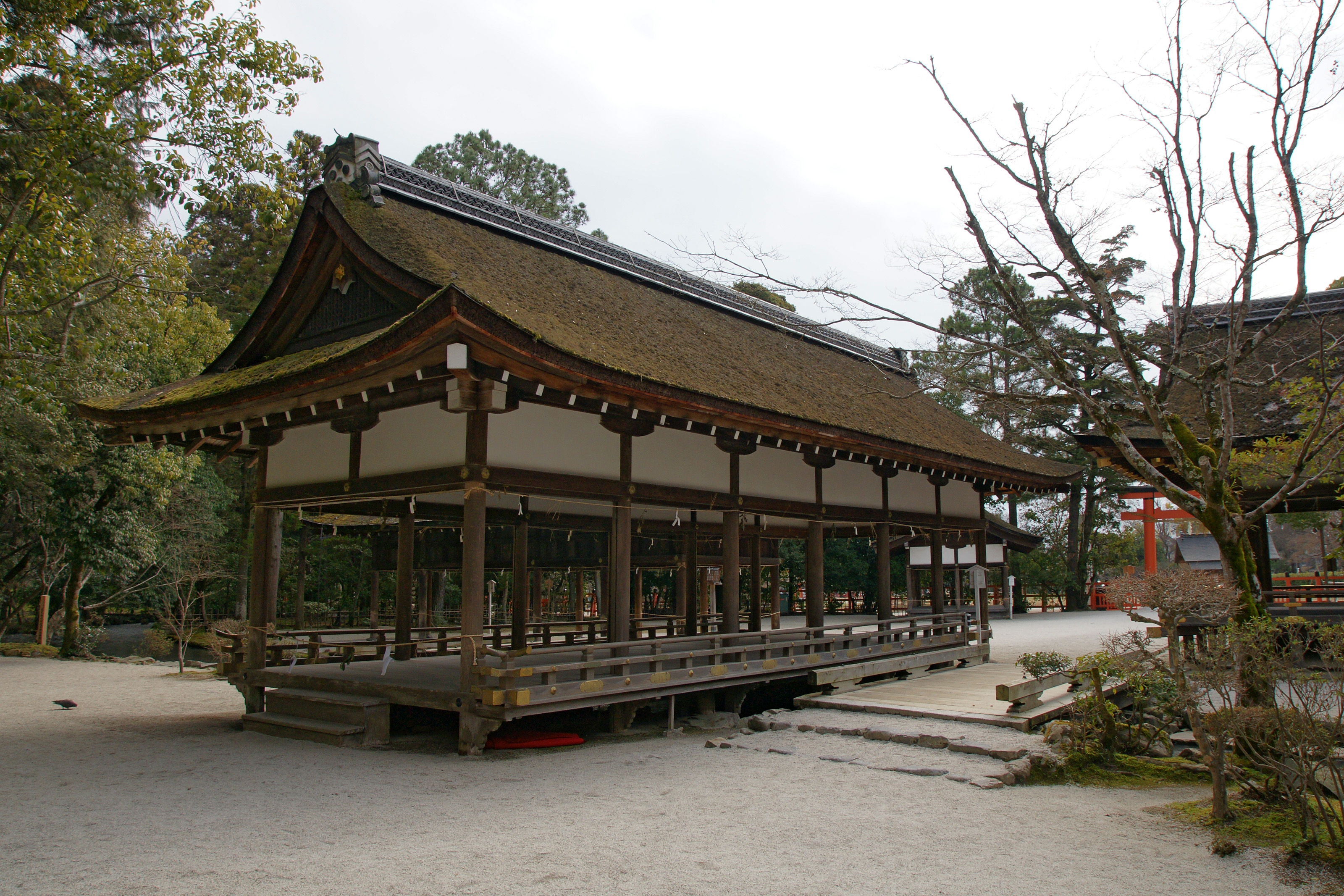
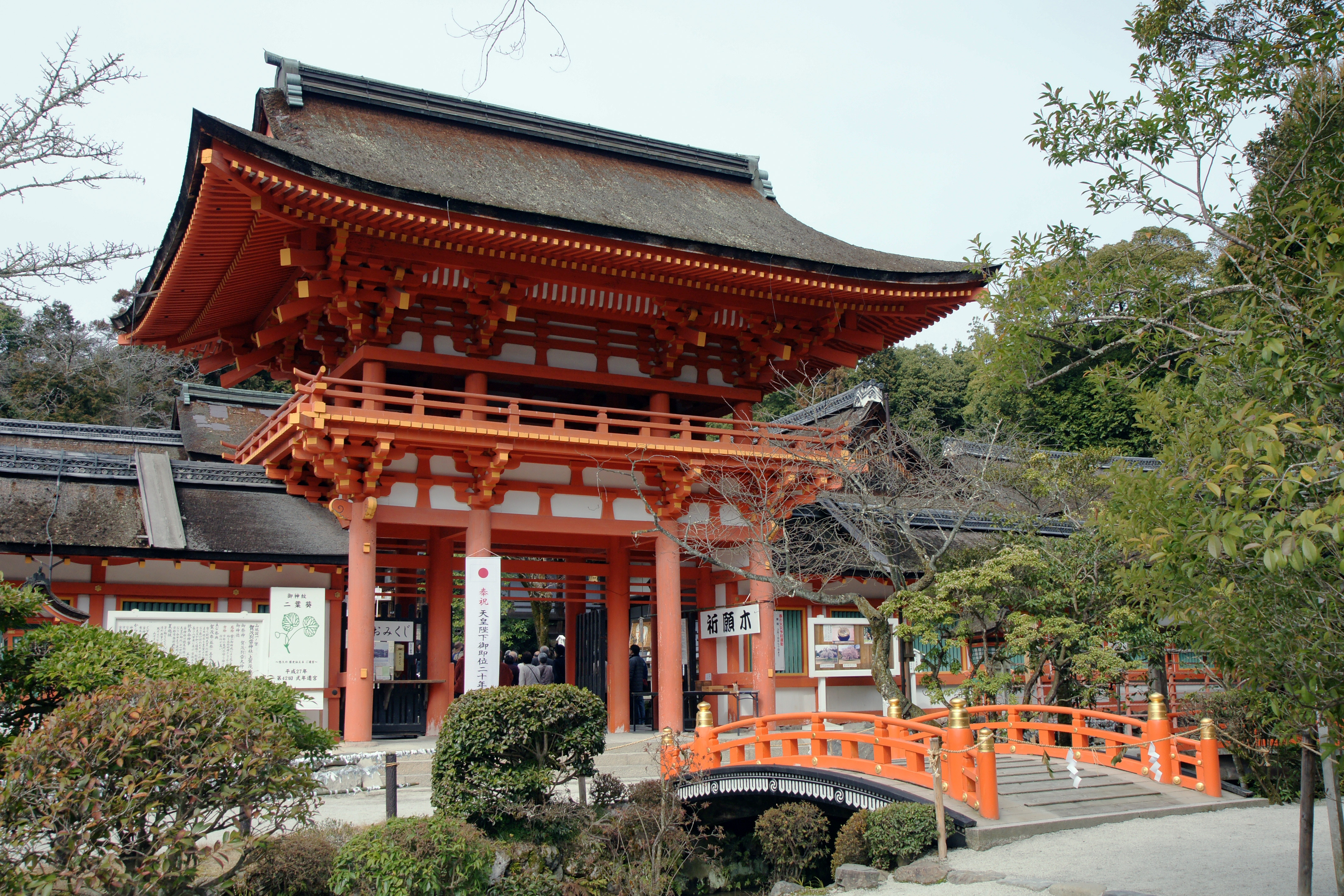
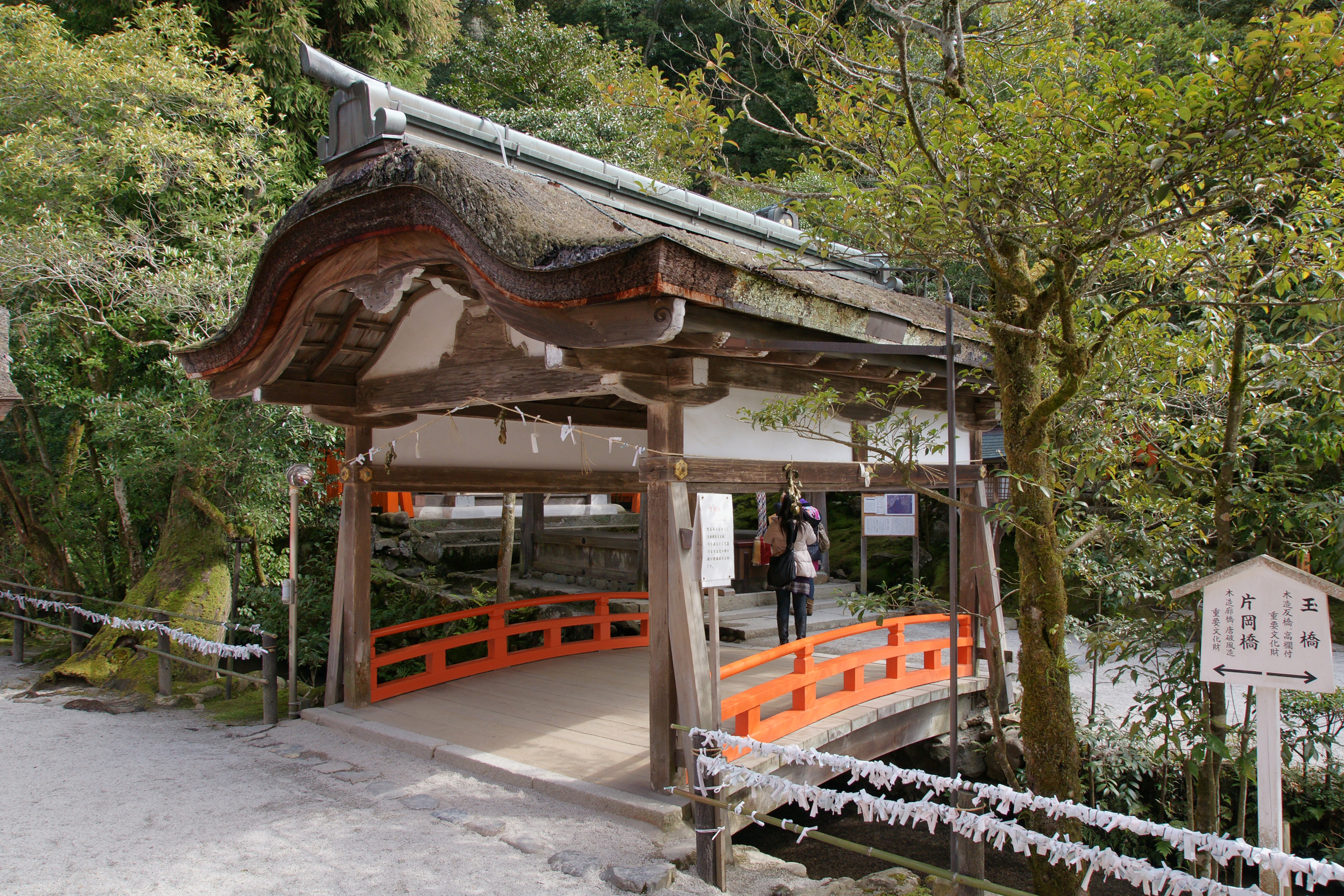
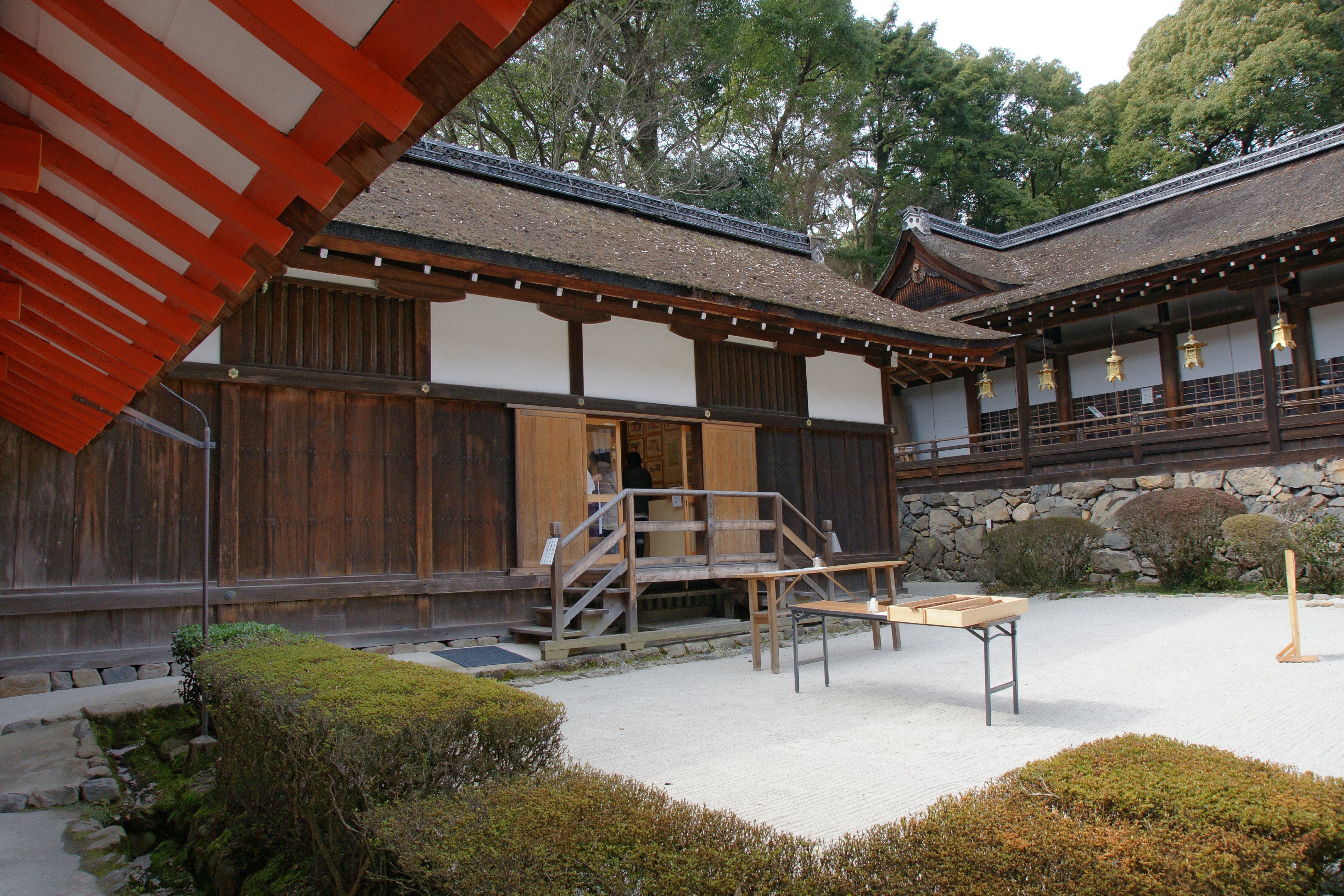
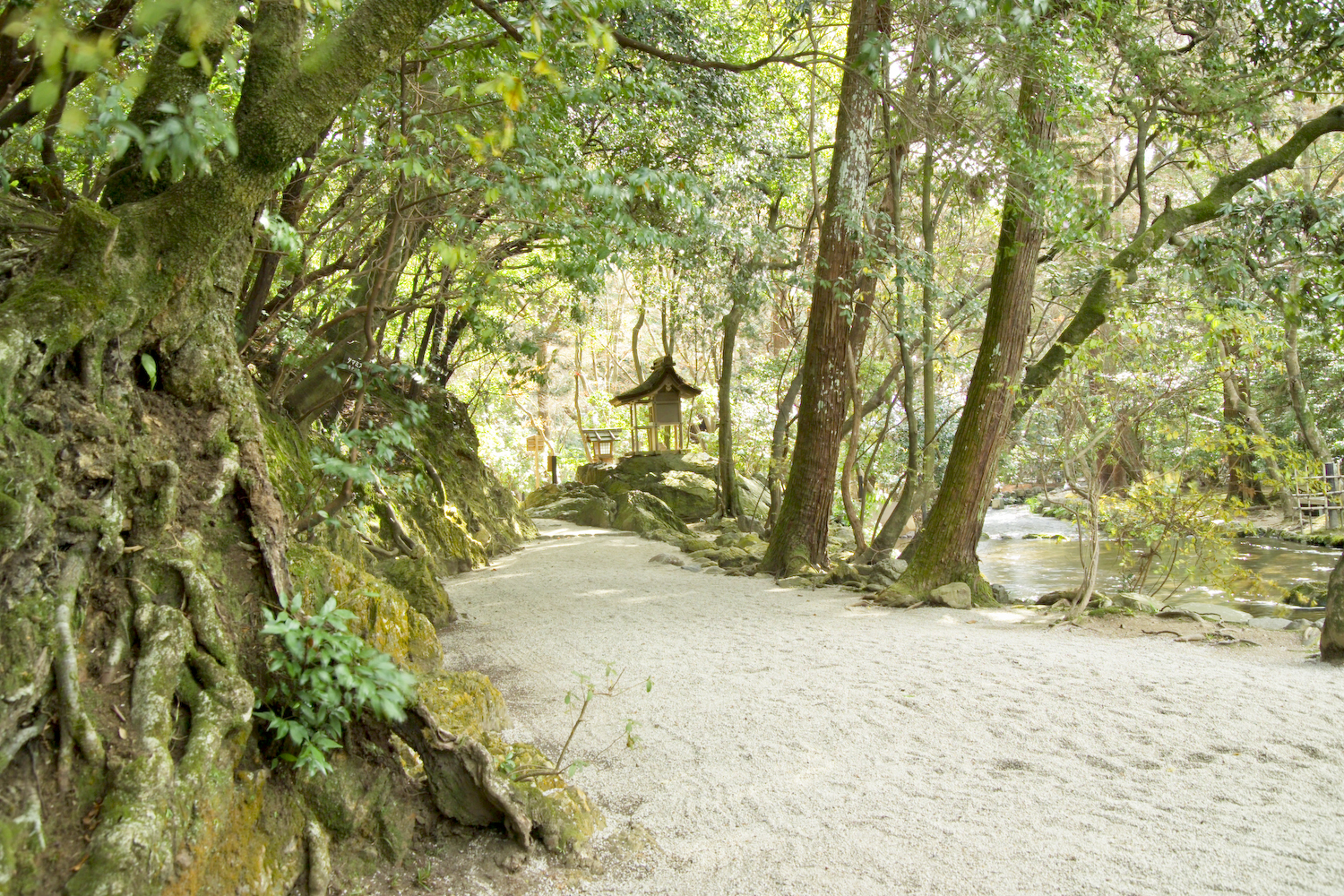
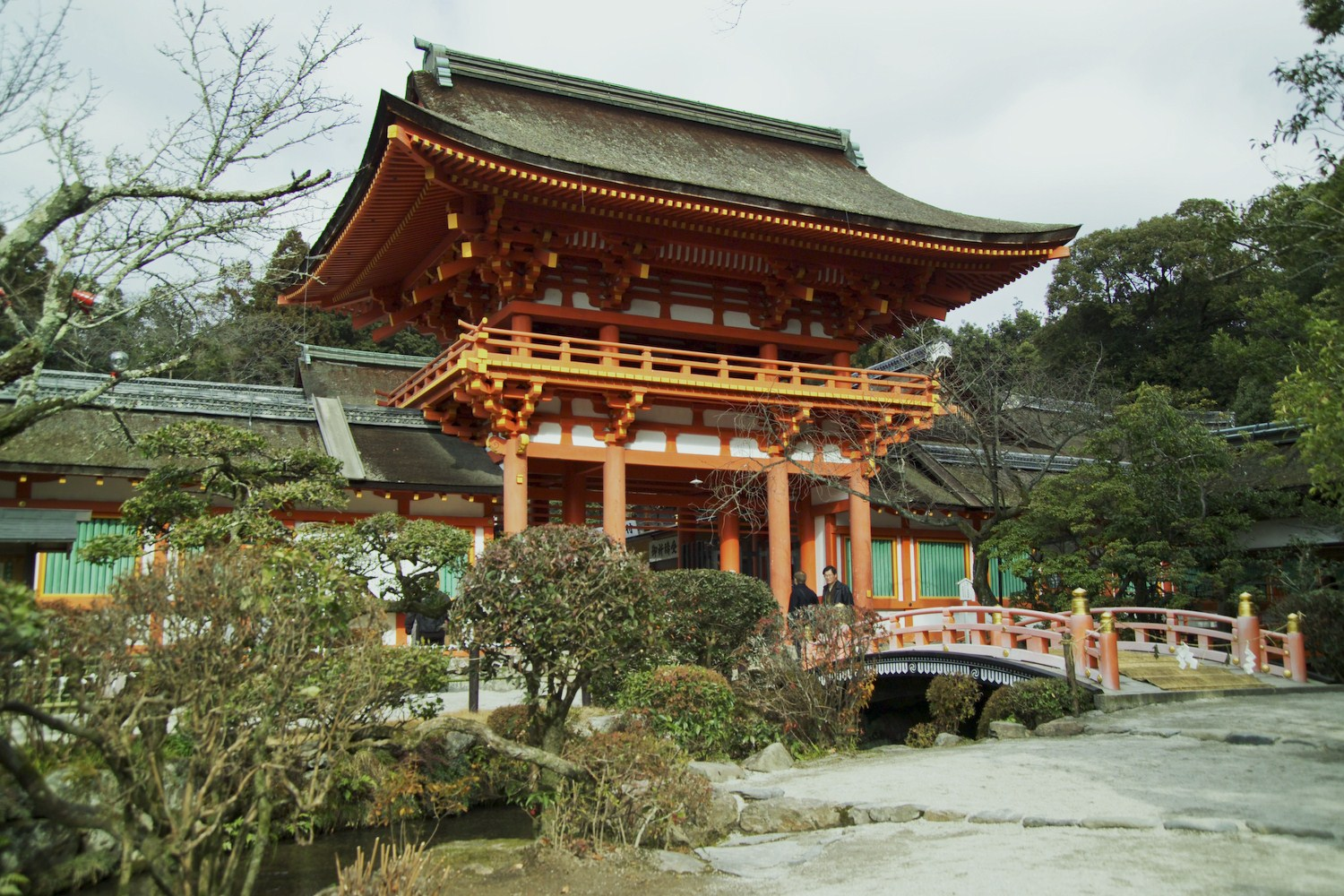
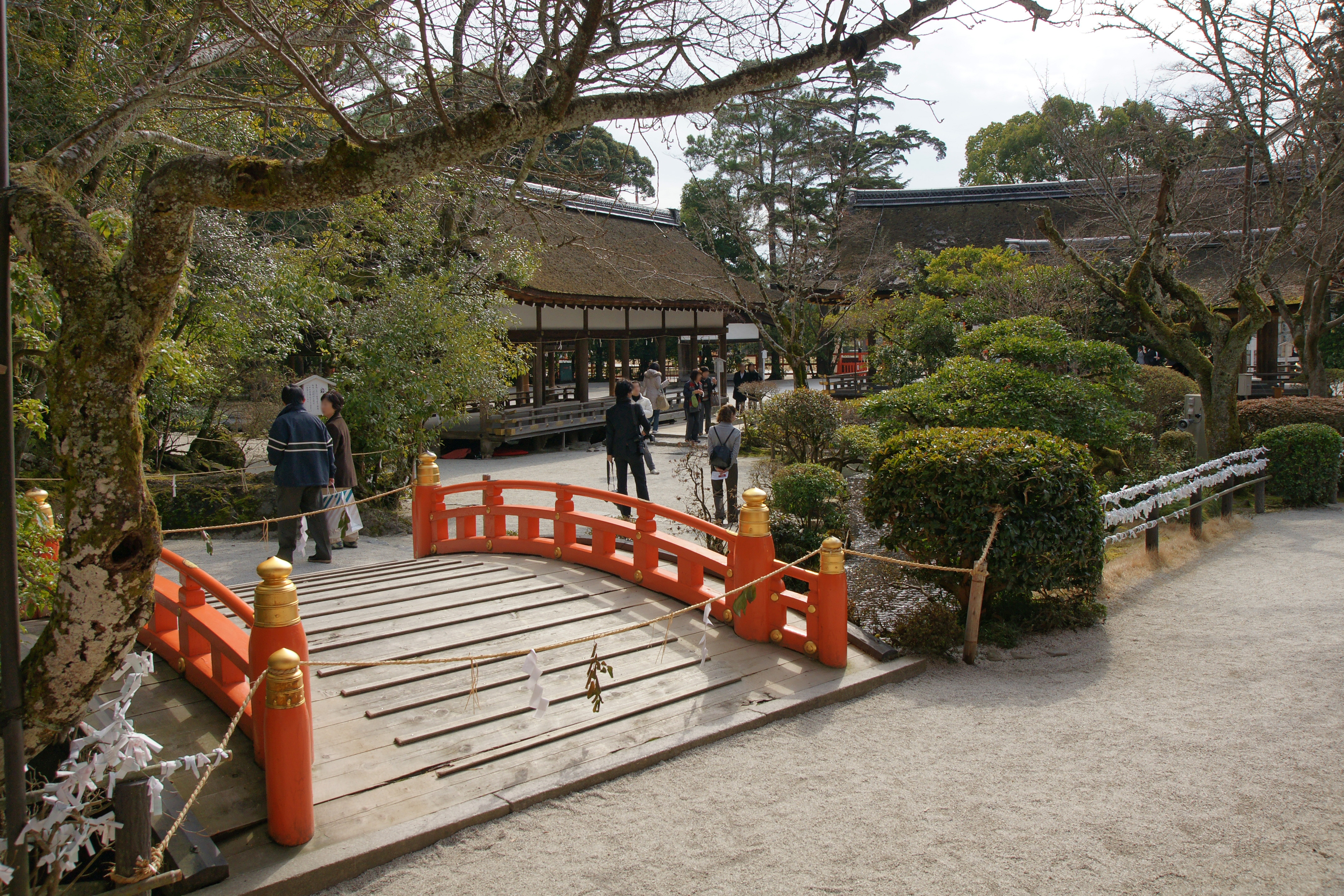
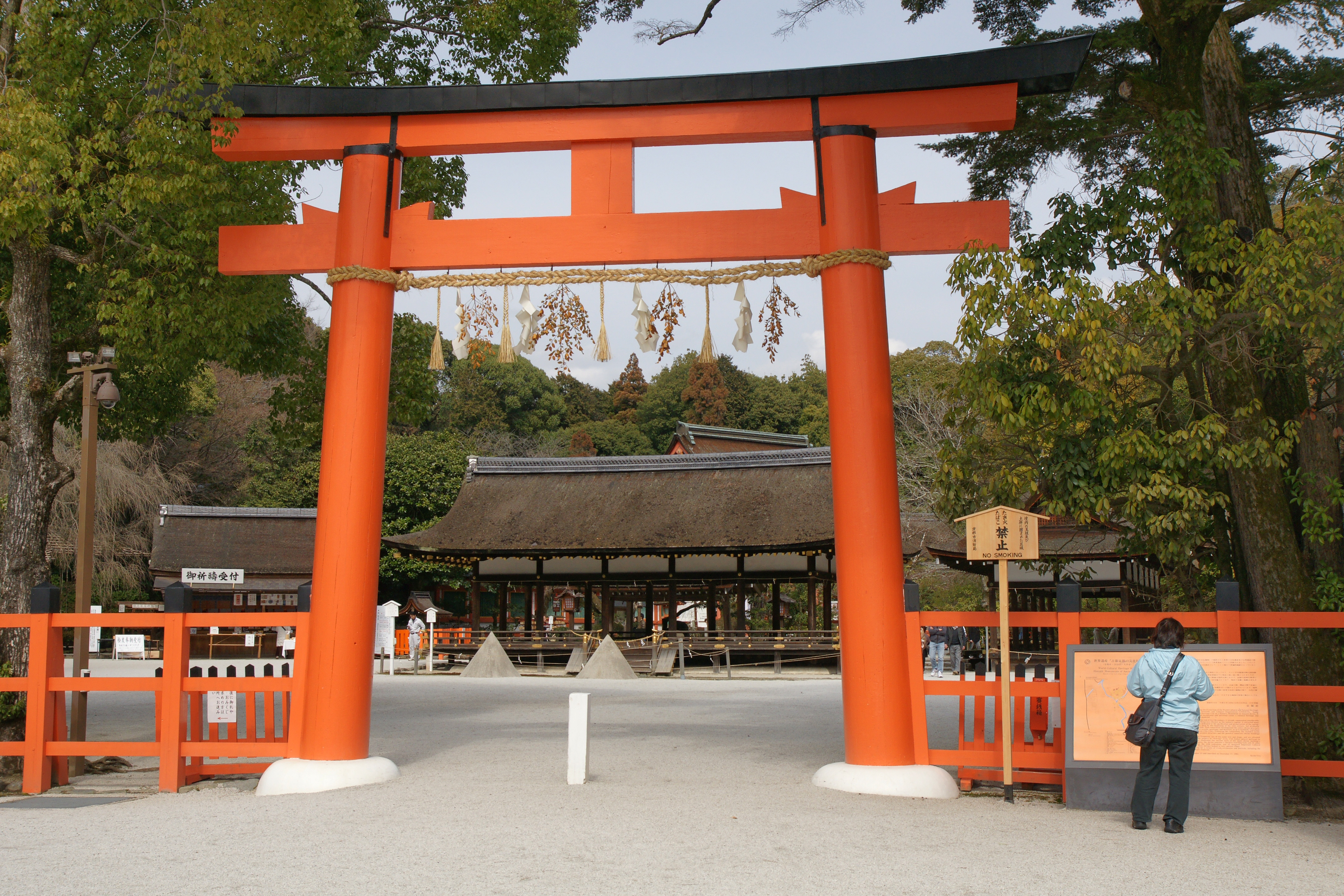